# Пам'ятки історії Рокитнівського району
У Рокитнівському районі Рівненської області нараховується 21 пам'яток історії.
| №  | Назва                                                                      | Адреса                            |
| -- | -------------------------------------------------------------------------- | --------------------------------- |
| 1  | Пам’ятник воїнам-односельчанам                                             | с. Блажове                        |
| 2  | Братська могила радянського воїна В. О. Шабанова і партизана Б. М. Іщанова | с. Борове                         |
| 3  | Могила Антоніо Рамо Бланко                                                 | с. Будки-Сновидовицькі            |
| 4  | Братська могила воїнів радянської армії                                    | с. Карпилівка                     |
| 5  | Пам’ятник підкорювачам Поліської цілини                                    | с. Карпилівка                     |
| 6  | Пам’ятник воїнам-односельчанам і жертвам УБН                               | с. Кисоричі                       |
| 7  | Пам’ятник воїнам-односельчанам і жертвам УБН                               | с. Масевичі                       |
| 8  | Могила Павлова Д.Н. (радянського воїна)                                    | с. Осницьк                        |
| 9  | Пам’ятник воїнам-односельчанам і жертвам УБН                               | с. Рокитне                        |
| 10 | Пам’ятник воїнам-визволителям                                              | с. Рокитне                        |
| 11 | Братські могили радянських воїнів(перепоховані до військового меморіалу)   | смт Рокитне, вул. Шевченка,18     |
| 12 | Меморіал Слави                                                             | смт Рокитне, вул. Леніна,35       |
| 13 | Пам’ятник воїнам-землякам                                                  | смт Рокитне, вул. Леніна,10       |
| 14 | Група могил радянських воїнів                                              | с. Сновидовичі                    |
| 15 | Пам’ятник жертвам фашизму                                                  | с. Старе Село                     |
| 16 | Братська могила воїнів радянської армії                                    | с. Томашгород                     |
| 17 | Братська могила радянських воїнів                                          | смт Томашгород                    |
| 18 | Пам’ятник воїнам-односельчанам                                             | смт Томашгород                    |
| 19 | Пам’ятник воїнам-односельчанам                                             | с. Томашгород                     |
| 20 | Пам’ятник радянським воїнам                                                | смт Рокитне                       |
| 21 | Пам’ятний знак жертвам Чорнобиля                                           | смт Рокитне, вул. Незалежності,15 |